# Joe Mantell
Joe Mantell (født Mantel; 21. december 1915, død 29. september 2010) var en amerikansk film- og tv-skuespiller. Han blev nomineret til en Oscar for bedste mandlige birolle for sin præstation i filmen Marty, som vandt en Oscar for bedste film.